# 苏斯隆格尔
苏斯隆格尔（羅馬化：Suslonger）是俄罗斯马里埃尔共和国的市级镇，属兹韦尼戈沃区，地处马里埃尔共和国中南部，在区行政中心兹韦尼戈沃东北、共和国首府约什卡尔奥拉东南方。镇内设有同名铁路车站。
该地2021年人口有2,667人；2010年人口3,161；2002年人口3,642；1989年人口4,137。